# Grã-Bretanha nos Jogos Olímpicos de Verão de 1912
O Reino Unido da Grã-Bretanha e Irlanda competiram como Great Britain (Grã - Bretanha) nos Jogos Olímpicos de Verão de 1912 em Estocolmo, Suécia.